# Dio (Band)
Dio war eine US-amerikanische Heavy-Metal-Band, deren einziges permanentes Mitglied der Rocksänger Ronnie James Dio war. Er gründete die Band im Oktober 1982 gemeinsam mit Schlagzeuger Vinny Appice, nachdem beide die Band Black Sabbath verlassen hatten. Ergänzt wurde die Band durch den irischen Gitarristen Vivian Campbell (Sweet Savage) und den schottischen Bassisten Jimmy Bain (Rainbow, Wild Horses).

## Bandgeschichte
Im Mai 1983 veröffentlichten sie ihr Debütalbum Holy Diver, das am 12. September 1984 mit Gold und am 21. März 1989 mit Platin prämiert wurde. Auf diesem Album spielte Ronnie James Dio noch selbst Keyboard, aber da die Band nicht wollte, dass er während Konzerten immer hinter dem Keyboard stehen musste, nahm sie 1984 Claude Schnell als festen Bandkeyboarder auf.
Als Quintett veröffentlichten sie am 2. Juli 1984 ihr zweites Album The Last in Line, das noch vor Holy Diver Platin-Status (über eine Million verkaufte Alben) erreichte. Ein Jahr später, am 15. August 1985, erschien bereits das dritte Album Sacred Heart (Gold). Während der Tour für dieses Album wurden einige Livemitschnitte aufgenommen, die 1986 dann auf Intermission veröffentlicht wurden.
1986 wurde Vivian Campbell während einer Tourpause gefeuert. Er wurde zunächst Gitarrist bei Whitesnake und später bei Def Leppard. Er wurde durch Craig Goldy ersetzt, der sich an den Aufnahmen für das vierte Studioalbum Dream Evil (1987) beteiligte, bevor auch er aus denselben Gründen wie schon sein Vorgänger 1988 die Band wieder verließ. Die Band zerfiel, und im Juni 1989 mussten auch Bain und Schnell gehen. Im Dezember 1989 ging schließlich auch Appice. Für das nächste Album Lock Up the Wolves stellte Ronnie James Dio eine neue Bandbesetzung zusammen, neben dem 18-jährigen Rowan Robertson beteiligten sich auch Teddy Cook, Jens Johansson und Simon Wright an den Aufnahmen. Danach legte Ronnie James Dio die Band für eine Reunion mit Black Sabbath für einige Monate still.
Nach nur einem Album bei Black Sabbath (Dehumanizer) reaktivierte Ronnie James Dio seine Band. Von der ehemaligen Besetzung kehrte nur Vinny Appice wieder zurück. Für die restlichen Posten wurden Gitarrist Tracy G, Keyboarder Scott Warren und Bassist Jeff Pilson angeheuert. Die Alben der nächsten Jahre – Strange Highways (1993), Angry Machines (1996) und Inferno - Last in Live – waren durch ihren neuen Sound unter den Fans umstritten. Viele mochten die Abkehr vom Sound der 1980er Jahre nicht. Selbst Ronnie James Dio gab in Interviews zu, dass er mit diesen Alben, speziell Angry Machines, nicht zufrieden war. Für das nächste Album holte er sich Craig Goldy zurück, und auch Jimmy Bain schloss sich der Band wieder an. Magica wurde wieder erfolgreicher und erreichte Platz 13 der Billboard Independent Charts, weshalb das Konzeptalbum auch als Comeback-Album bezeichnet wird.
Während der folgenden Touren mit Deep Purple durch Europa und Yngwie Malmsteen und Doro durch die USA entstanden wieder Spannungen zwischen den Mitgliedern. Goldy verließ die Band im Januar 2002 und wurde durch Doug Aldrich ersetzt, den Bain während der Aufnahmen zu einem Tributealbum für Metallica kennengelernt hatte. Er nahm mit Dio das neunte Album Killing the Dragon auf und begleitete die Band auch auf einer Tour mit Scorpions und Deep Purple. Danach wechselte er im April 2003 zu Whitesnake, und Goldy kam wieder zurück. Kurz danach verließ dafür Bain die Band wieder.
2004 veröffentlichten Dio mit Jeff Pilson am Bass das zehnte Studioalbum Master of the Moon. Da Pilson aber vorrangige Verpflichtungen hatte, wurde er nach den Aufnahmen durch Rudy Sarzo ersetzt. 2005 erschien das Livealbum Evil or Divine - Live in New York City, das 2003 bereits auf DVD erschienen war. Auf der Herbsttour 2005 spielten Dio zwei unterschiedliche Sets, ein normal gemischtes und eines, das nur aus den Liedern des Debütalbums Holy Diver bestand. Ein Auftritt in London mit dem zweiten Set wurde mitgeschnitten und im April 2006 als Doppel-CD Holy Diver Live veröffentlicht.
Am 16. Mai 2010 starb Ronnie James Dio an den Folgen einer Magenkrebserkrankung. Dies war der Grund für die Auflösung der Band. 
Ein Jahr später formierte sich um die letzte Dio-Besetzung die Band Dio Disciples (u. a. Simon Wright, Rudy Sarzo, Scott Warren). Wendy Dio selbst managed diese Band, die als Dio-Tribute bei Konzerten auftritt. Tim „Ripper“ Owens und Oni Logan wechseln sich meistens am Gesang ab. Zusätzlich gibt es Gastmusiker.
Vivian Campbell vereinte die Besetzung des The-Last-in-Line-Albums (Vinny Appice, Claude Schnell und Jimmy Bain), ergänzt um den Sänger Andrew Freeman (vorher u. a. bei Lynch Mob), um mit ihnen als Last in  Line auf Tournee zu gehen. Claude Schnell stieg 2015 aus, Jimmy Bain verstarb im Januar 2016 und wurde später durch Phil Soussan (vorher u. a. bei Ozzy Osbourne) ersetzt. Campbell führt die Band parallel zu seiner Haupttätigkeit Def Leppard fort. Die Band hat zwischenzeitlich drei Studioalben eingespielt.

## Diskografie
Studioalben

| Jahr | Titel Musiklabel                     | Höchstplatzierung, Gesamtwochen, AuszeichnungChartplatzierungen (Jahr, Titel, Musiklabel, Platzierungen, Wochen, Auszeichnungen, Anmerkungen) | Höchstplatzierung, Gesamtwochen, AuszeichnungChartplatzierungen (Jahr, Titel, Musiklabel, Platzierungen, Wochen, Auszeichnungen, Anmerkungen) | Höchstplatzierung, Gesamtwochen, AuszeichnungChartplatzierungen (Jahr, Titel, Musiklabel, Platzierungen, Wochen, Auszeichnungen, Anmerkungen) | Höchstplatzierung, Gesamtwochen, AuszeichnungChartplatzierungen (Jahr, Titel, Musiklabel, Platzierungen, Wochen, Auszeichnungen, Anmerkungen) | Höchstplatzierung, Gesamtwochen, AuszeichnungChartplatzierungen (Jahr, Titel, Musiklabel, Platzierungen, Wochen, Auszeichnungen, Anmerkungen) | Anmerkungen                                               |
| Jahr | Titel Musiklabel                     | DE | AT | CH | UK | US | Anmerkungen                                               |
| ---- | ------------------------------------ | --- | --- | --- | --- | --- | --------------------------------------------------------- |
| 1983 | Holy Diver Warner Bros. Records      | DE52 (4 Wo.)DE | — | CH70 a (… Wo.)CH | UK13 Silber · (15 Wo.)UK | US61 ×2Doppelplatin · (35 Wo.)US | Erstveröffentlichung: 25. Mai 1983 Verkäufe: + 2.060.000  |
| 1984 | The Last in Line Vertigo Records     | DE23 (12 Wo.)DE | — | — | UK4 Silber · (14 Wo.)UK | US23 Platin · (35 Wo.)US | Erstveröffentlichung: 13. Juli 1984 Verkäufe: + 1.060.000 |
| 1985 | Sacred Heart Vertigo Records         | DE12 (11 Wo.)DE | AT13 (4 Wo.)AT | CH14 (3 Wo.)CH | UK4 (6 Wo.)UK | US29 Gold · (29 Wo.)US | Erstveröffentlichung: 15. August 1985 Verkäufe: + 500.000 |
| 1987 | Dream Evil Vertigo Records           | DE12 (11 Wo.)DE | AT15 (8 Wo.)AT | CH13 (5 Wo.)CH | UK8 (5 Wo.)UK | US43 (11 Wo.)US | Erstveröffentlichung: 21. Juli 1987                       |
| 1990 | Lock Up the Wolves Vertigo Records   | DE16 (15 Wo.)DE | — | CH25 (4 Wo.)CH | UK28 (3 Wo.)UK | US61 (13 Wo.)US | Erstveröffentlichung: 15. Mai 1990                        |
| 1993 | Strange Highways Vertigo Records     | DE79 (5 Wo.)DE | — | — | — | US142 (2 Wo.)US | Erstveröffentlichung: 25. Oktober 1993                    |
| 1996 | Angry Machines SPV/Steamhammer       | DE44 b (1 Wo.)DE | — | — | — | — | Erstveröffentlichung: 15. Oktober 1996                    |
| 2000 | Magica Spitfire Records              | DE32 (4 Wo.)DE | — | CH73 c (1 Wo.)CH | — | — | Erstveröffentlichung: 21. März 2000                       |
| 2002 | Killing the Dragon Spitfire Records  | DE30 (5 Wo.)DE | AT70 (2 Wo.)AT | — | — | US199 (1 Wo.)US | Erstveröffentlichung: 21. Mai 2002                        |
| 2004 | Master of the Moon Sanctuary Records | DE43 (2 Wo.)DE | — | — | — | — | Erstveröffentlichung: 7. September 2004                   |